# Udžebten
| V24 | b | N20 · t · n |

| V24 | b | N20 · t · n |

Udžebten byla staroegyptská královna, manželka faraóna Pepiho II. z 6. dynastie. Žádný z jejích titulů ji neoznačuje za dceru jakéhokoliv krále, tudíž nemusela být sestrou svého manžela Pepiho II. jako většina jeho dalších manželek.

## Hrobka
Udžebten byla pohřbena v pyramidě v Sakkáře. Nápis nalezený na těchto místech zmiňuje, že vrchol této pyramidy byl obalen zlatem. Obsahovala Texty pyramid.